# Regimentul 5 Vânători (1918-1920)
Regimentul 5 Vânători a fost o mare unitate de infanterie, de nivel tactic, din Armata României, care a participat la acțiunile militare postbelice, din perioada 1918-1920. Regimentul a făcut parte din compunerea de luptă a Brigadei 1Vânători, comandată de general Niculescu D., împreună cu Regimentul 1 Vânători:p. 315

## Compunerea de luptă
În perioada campaniei din 1919, regimentul a avut următoarea compunere de luptă::p. 315-316
- Batalionul 1 - comandant: Maior Piscureanu C.

- Compania 1 - comandant: căpitan Savin I.
- Compania 2 - comandant: Constantinescu A.
- Compania 3 - comandant: Raicovici A.
- Compania Mitr. - comandant: căpitan Marinescu Gh.

- Batalionul 2 - comandant:Maior Pârâianu Emil

- Compania 5 - comandant: locotenent Crețeanu C-tin
- Compania 6 - comandant: maior Lungu I.
- Compania 7 - comandant: căpitan Balaban Ștefan
- Compania Mitr. - comandant: maior Pata Gh.

### Campania anului 1919
În cadrul acțiunilor militare postbelice,  Regimentul 5 Vânători a participat la acțiunile militare în dispozitivul de luptă al Brigadei 1 Vânători, participând la Operația ofensivă la vest de Tisa. Regimentul 5 Vânători, încoporat în Divizia 1 Vânători intră în luptă odată cu transportarea Diviziei 1 Vânători în Transilvania, acțiune realizată pentru a sprijini ofensiva la vest de Tisa.:p. 315
În ziua de 26.11/9.11. Regimentul 6 Vânători ocupă spre vest de Brașov, cu câte o companie, localitățile Râșnov și Țânțari, iar Reg. 5 Vt. aflat în zona Homorod Sân Petru ocupă și localitatea Homorod, dând gărzi pentru paza sondelor de petrol, care se aflau la Homorod Almaș și Karacsonfalva.:p. 92

## Comandanți
- Locotenet-colonel Gagiu V-le.